# Sannings- och försoningskommission
En sannings- och försoningskommission eller sanningskommission är en statlig organisation som utreder oegentligheter i det förflutna, så att försoning ska kunna äga rum.
Sydafrikas sannings- och försoningskommission är en internationell förebild.
År 2017 beslöt Stortinget i Norge att inrätta Norges sannings- och försoningskommission för att undersöka följderna av förnorskningspolitiken för samer och kväner.